# Wychuchol
Wychuchol (Galemys) – rodzaj ssaków z podrodziny kretów (Talpinae) w obrębie rodziny kretowatych (Talpidae).

## Zasięg występowania
Rodzaj obejmuje jeden żyjący współcześnie gatunek występujący na Półwyspie Iberyjskim. 

## Morfologia
Długość ciała (bez ogona) 108–145 mm, długość ogona 123–160 mm; masa ciała 44,3–80 g. 

## Systematyka
Rodzaj zdefiniował w 1829 roku niemiecki paleontolog i przyrodnik Johann Jakob Kaup w publikacji swojego autorstwa o tytule Skizzirte Entwickelungs-Geschichte und natürliches System der europäischen Thierwelt. Na gatunek typowy Kaup wyznaczył (oznaczenie monotypowe) wychuchola pirenejskiego (G. pyrenaicus).

### Etymologia
- Galemys (Galomys): gr. γαλεη galeē lub γαλη galē ‘łasica’; μυς mus, μυος muos ‘mysz’[9].
- Mygalina: rodzaj Mygale G. Cuvier, 1800 (desman); łac, przyrostek zdrabniający -ina[10]. Gatunek typowy (oznaczenie monotypowe): Mygale pyrenaica É. Geoffroy Saint-Hilaire, 1811.

### Podział systematyczny
Do rodzaju należy jeden występujący współcześnie gatunek:
- Galemys pyrenaicus (É. Geoffroy Saint-Hilaire, 1811) – wychuchol pirenejski

Opisano również kilka gatunków wymarłych:
- Galemys kormosi (Schreuder, 1940)[13] (Węgry; pliocen)
- Galemys semseyi Kormos, 1913[14] (Rumunia; plejstocen)
- Galemys sulimskii Rümke, 1985[15] (Polska; pliocen)